# 生石高原

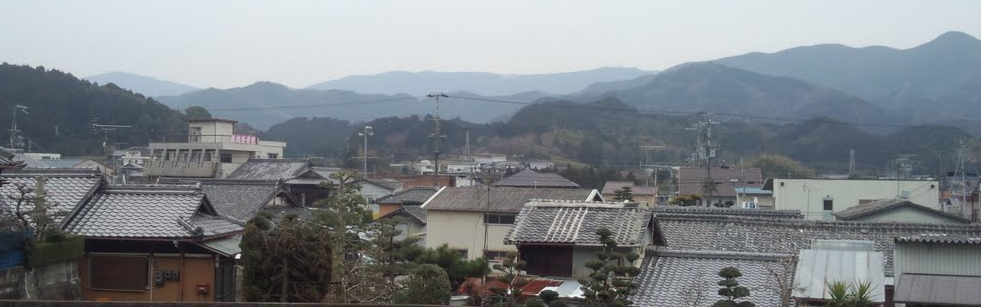
写真中央の最奥の峰が生石高原である。

生石高原（おいしこうげん）は、和歌山県の北部を東西方向に走る長峰山脈にある高原のことであり、生石ヶ峰（標高870,0m）を主峰としている。

## 解説
和歌山県の北部を高野山から海南市方面へ延びる長峰山脈の一角をなしている高原である生石高原は、海草郡紀美野町中田と、有田郡有田川町生石にまたがる高原であり、生石ヶ峰（標高870m）を中心に隆起準平原の平面が続いている。その山頂一帯はススキで覆われた約13haの大草原となっている。春の新緑、秋のススキのシーズンは関西一円から、数多くの観光客が、その自然に触れることを目的に集まってくることでも知られている。また山頂からの眺望も非常に良いことも相まって、和歌山県内有数の行楽地となっている。とりわけ、ここから見た元旦の初日の出は美しいとされている。産業としては、山腹に国民宿舎があるなど観光振興がなされているほか、高原であることによる気候の特性を生かしてトマトやキュウリの抑制栽培も行われるなど農業も盛んである。高原一帯は生石高原県立自然公園に指定されている。

### 関西の軽井沢
1973年（昭和48年）、生石高原の一角が「菱日開発」によって「生石高原スカイヴィラ」と名付けられ、「関西の軽井沢」と位置付けられて別荘地開発が行われた。当地が生石高原県立自然公園に指定された1975年（昭和50年）には『生石高原音頭/憧れの生石スカイヴィラ』というテーマソングまで製作され、作曲は『マロニエの木陰』で有名なキングレコード専属作曲家の細川潤一、レコードの題字は仮谷志良和歌山県知事が揮毫するなど、県を挙げたバックアップが行われた。なお、当時は「関西の軽井沢」という名目で関西各所に別荘地が建設されていた時代で（「日本列島改造論」を参照）、このような辺鄙な場所でも1970年代から1980年代後半（バブル時代）にかけて「狂乱地価」と呼ばれる非常な地価の高騰を見た。
しかし平成時代に入ると、空き別荘が廃屋化、草木が生い茂り、道が破損するなど管理会社による管理が行き届かない状態となった。そのため、2015年に地権者によって設立された「一般社団法人生石高原スカイヴィラ」が、別荘地の管理を行っている「生石高原観光管財」の全株式を取得し、地権者が皆で協力して木の伐採などの自主管理を行うようになった。その結果、当地は昭和時代に開発されて平成時代に放棄された「限界分譲地」と呼ばれる他所の別荘地とは違い、令和時代に入った現在も別荘地として機能し、住人のコミュニティも維持されている。

## 地質学的には
地質学的には古生層（三波川変成帯）からなる隆起準平原の高原である。

## 主峰 生石ヶ峰
生石ヶ峰（おいしがみね）は、和歌山県有田郡有田川町と、同海草郡紀美野町の町境にある標高870,0mの山であり、一等三角点（点名：生石ヶ峰）が設置されている。一部では、山国和歌山県のなかでも有数の名山であるとも評されている。山名の由来は、有田川町側山腹の高さ50mで、生石神社祭神でもある大岩を大石と表記していたものが転じて生石と書くことになったのに由来するとされている。

### 山頂
生石ヶ峰の山頂一帯は古くから定期的な山焼きが行われていた関係でススキの大草原が広がっておりその優れた景観は見るものを感動させてきた。春の新緑、秋のススキのシーズンは関西一円から、数多くの観光客が、その自然に触れることを目的に集まってくることでも知られている。また山頂からの眺望も非常に良く、晴天であれば、北には和泉山脈や龍門山、東には伯母子岳、護摩壇山など奥高野の山々が見渡せるほか、空気が澄んでいれば六甲山や淡路島、さらには、紀伊水道をはさんで徳島まで、見通すことができる。尚2003年からは、すすきの草原については、ボランティアの手により年一度、春に山焼きが行われている。

## 脚註
1. 1 2 3 4 5  生石高原　デジタル大辞泉電子辞書版　尚、この頁にその記載の簡略化版あり。
2. 1 2 3 4 5 6 7 8 9 10 11 12 13  生石高原（世界大百科事典 第2版の解説より　コトバンクへ転載　2012年11月18日閲覧）
3. 1 2  生石高原『角川日本地名大辞典』（角川出版社）
4. 1 2 3 4 5  “生石高原　和歌山県フォト博物館”.   和歌山県. 2013年1月6日閲覧。
5. ↑  “支局長からの手紙:平和な2013年に／和歌山”.  毎日新聞和歌山地方版 (2012年12月24日). 2013年1月7日閲覧。[リンク切れ]
6. ↑  金屋(町)（世界大百科事典 第2版の解説より　コトバンクへ転載　2013年1月1日閲覧
7. 1 2 3 4  “生石ヶ峰（登山情報サイト”.  Yamakei Online. 2012年1月1日閲覧。
8. ↑  “生石高原の一等三角点（生石高原のススキ（ 全国 > 関西 > 南紀 > 和歌山・高野 エリア）の写真（まっぷる観光ガイド）”.  昭文社. 2013年1月5日閲覧。